# Таємне життя слів
«Тає́мне життя́ слів» (англ. «The Secret Life of Words») — драма іспанського режисера Ісабель Койшет 2005 року. Світова прем'єра стрічки відбулася на Венеційському кінофестивалі 2005 року. Прем'єра в Україні відбулася у рамках фестивалю Дні іспанського кіно 16 жовтня 2010 року.

## Сюжет
На нафтовій платформі у Північному морі трапляється нещасний випадок. Один з нафтовиків гине під час пожежі, другий (Тім Роббінс), рятуючи його, отримує серйозні опіки, тимчасово втрачає зір і чекає евакуації на берег. Доглядати за потерпілим прилітає медсестра Ханна (Сара Поллі), самотня загадкова жінка, яка намагається забути своє минуле. Ханна працює на текстильній фабриці і підробляє медсестрою під час відпустки. Він її не бачить, але поступово герої починають краще пізнавати один одного. Товариський і гострий на язик, він безуспішно намагається розговорити загадкову медсестру, що піклується про нього, щоб дізнатися, як вона виглядає і хто вона. Між ними виникає дивна близькість, яка змінює життя кожного з них назавжди.

## У ролях
- Сара Поллі — Ханна
- Тім Роббінс — Джозеф
- Хав'єр Камара — Сімон
- Сверр Анкер Оусдал — Димитрій
- Стівен Макінтош — доктор Суліцер
- Едді Марсан — Віктор
- Джулі Крісті — Інге
- Деніел Мейс — Мартін
- Данні Канінгем — Скотт
- Еммануель Ідову — Абдул
- Рег Вілсон — директор фабрики
- Дін Леннокс Келлі — Ліам

## Саундтрек
1. Clem Snide — Forever Now and Then
2. «Codicia»
3. The Real Tuesday — Coming Back down to Earth
4. «Kenkaha Kirai»
5. Paolo Conte — Gioco d'azzardo
6. Dalida — Historie d'un amour
7. Antony and the Johnsons — Hope Ther'´s Someone
8. Juliette Greco — Pour vous aimer
9. Blood, Sweat and Tears — You've Made Me So Very Happy
10. Paul Mazzolini — La Dolce Vita
11. Tom Waits — All the World is Green
12. David Byrne — Tiny Apocalypse

## Нагороди і номінації
Загалом фільм здобув 22 нагороди і 14 номінацій, зокрема:
- Номінація на Європейський кіноприз за найкращу жіночу роль (Сара Поллі)
- Премія Гойя:
  - Найкращий режисер (Ісабель Койшет)
  - Найкращий фільм
  - Найкраще художнє керівництво (Естер Гарсія)
  - Найкращий оригінальний сценарій (Ісабель Койшет)
  - Номінація на найкращу чоловічу роль другого плану (Хав'єр Камара)
- Премія Ліни Манджакапре Венеційського кінофестивалю